# Codex Macedoniensis
Der Codex Macedoniensis (Gregory-Aland no. Y oder 034; von Soden ε 073) ist eine griechische Handschrift des Neuen Testaments, die auf das 9. Jahrhundert datiert wird. Die Handschrift ist nicht vollständig.

## Beschreibung
Sie besteht aus den vier Evangelien auf 309 Pergamentblättern mit 6 Lücken (Mat. 1,1–9,11; 10,35–11,4; Lukas 1,26–36; 15,25–16,5; 23,22–34; Joh 20,27–21,17). Das Format ist 18 × 13 cm, der Text steht in 1 Spalte und 16 Zeilen.
Text
Der griechische Text des Codex repräsentiert den byzantinischen Texttyp und wird der Kategorie V zugeordnet. Es fehlen Matt 16,2b–3 und Joh 7,53–8,11.
Geschichte
Die Handschrift wurde durch Tischendorf, Braithwaite, und Lake untersucht.
Der Codex wird in der Universitätsbibliothek Cambridge (Add. 6594) in Cambridge verwahrt.